# Objectif militaire légitime
Un objectif militaire légitime est, en droit de la guerre, un objet, une infrastructure, une personne ou une entité considérée comme la cible légitime d'une attaque par les armées belligérantes au cours d'un conflit armé.

## Généralités
L'article 52 du Protocole I additionnel aux Conventions de Genève offre une protection générale aux « biens de caractère civil », ce qui impose des limites aux objectifs militaires pendant une guerre entre deux belligérants ou davantage. Selon l'article 52 : « En ce qui concerne les biens, les objectifs militaires sont limités aux biens qui, par leur nature, leur emplacement, leur destination ou leur utilisation apportent une contribution effective à l'action militaire et dont la destruction totale ou partielle, la capture ou la neutralisation offre en l'occurrence un avantage militaire précis ».
Toute attaque doit se justifier par le principe de nécessité militaire : une attaque ou une action militaire doit avoir pour dessein d'appuyer la défaite militaire de l'adversaire ; cette attaque doit frapper un objectif militaire et les préjudices portés aux civils ou aux biens de caractère civil doivent être proportionnels et ne doivent pas être  « excessifs par rapport à l'avantage militaire concret et direct attendu ».
Certaines cibles sont incontestablement légitimes, notamment tout membre du personnel militaire qui participe directement aux hostilités au nom d'une puissance belligérante et qui n'est pas hors de combat ni membre d'un pays neutre. Certaines infrastructures civiles sont également considérées comme des objectifs légitimes : les voies ferrées, routes, ports, aéroports et télécommunications qui permettent aux armées de communiquer et de transporter du matériel et des troupes.
Sur le plan juridique, la question devient plus nuancée et ambiguë si le préjudice causé aux civils et aux biens civils n'est pas « excessif par rapport à l'avantage militaire concret et direct attendu ». Pendant la Seconde Guerre mondiale, certaines personnes civiles participent à la fabrication de l'armement. Toutefois, le Protocole I laisse entendre qu'en cas de doute, les belligérants doivent faire preuve de précaution : « En cas de doute, un bien qui est normalement affecté à un usage civil, tel qu'un lieu de culte, une maison, un autre type d'habitation ou une école, est présumé ne pas être utilisé en vue d'apporter une contribution effective à l'action militaire »,.